# 1998 KY26
1998 KY26 はアポロ群に分類される地球近傍小惑星である。

## 概要
1998 KY26 はキットピーク国立天文台で観測を行っていたスペースウォッチプロジェクトによって1998年5月28日に初めて観測された。ほぼ球形の形状を持ち、直径は約30 mで、約10.7分という超短期間で自転している「高速自転小惑星」である。日本の宇宙航空研究開発機構 (JAXA) が打ち上げた小惑星探査機「はやぶさ2」の (162173) リュウグウに次ぐ探査目標に選定されている。水が豊富に含まれているとされており、さらなる研究および将来における火星への水の潜在的な供給源として魅力的な対象でもあるとされている。

## 軌道
1998 KY26の軌道長半径は約1.233天文単位 (au)で、約500日かけて太陽の周りを公転している。地球との最小交差距離 (Earth MOID) は約0.0025 au（約37.4万 km）しかなく、月軌道（約38万 km）よりもやや内側にまで達することになる。発見直後の1998年6月7日には、地球から月までの距離の約2倍である約0.0054 au（約80万 km）のところを通過している。
1998 KY26は太陽系の中でも地球から比較的到達しやすい軌道を持つ天体の一つであり、地球から火星への物資の輸送に最適な軌道にきわめて近い軌道となっている。水が豊富に含まれているとされていることから、将来の探査計画で使用できる潜在的な水源になりうる。

## 物理的特性
1998 KY26の物理的特性の解析はジェット推進研究所の天文学者スティーヴン・オストロ (Steven J. Ostro) を中心とした国際研究チームによって行われた。研究チームは、アメリカ合衆国カリフォルニア州にある電波望遠鏡と同国のカリフォルニア州、ハワイ州、アリゾナ州およびチェコの光学望遠鏡を用いて観測を行った。
1998年に行われた光度曲線の測定から、1998 KY26の自転周期は約10.7分しかないことが判明した。これは当時知られていた太陽系内の天体では最も短い自転周期で、当時、自転周期が判明していた小惑星はいずれも時間単位の自転周期を持っていた。このような高速自転をしており、短い自転周期を持つ小惑星は「高速自転天体」または「高速自転小惑星」と呼ばれる。多くの小型の小惑星は小さな岩石の塊が集まって形成されたラブルパイル天体であると考えられているが、これほどの高速で自転していることが判明したため、1998 KY26はラブルパイル天体ではなく一枚岩のような小惑星である可能性が示されている。
スペクトル分類においてはX型小惑星に分類されており、広義的には炭素質小惑星に分類される可能性もある。光学的観測及びレーダー観測の結果からは、1998 KY26には水が豊富に含まれていることが示されている。

## はやぶさ2による近接探査
宇宙航空研究開発機構 (JAXA) は、はやぶさの後継機によるC型小惑星のサンプルリターン対象として1998 KY26を候補の1つに挙げていたが、結局1999 JU3（後のリュウグウ）に向かうことが決まったため、サンプルリターンは実現しなかった。
2020年7月、JAXAははやぶさの後継機である小惑星探査機「はやぶさ2」が地球へカプセルを分離した後に行う「拡張ミッション」の目標天体として、はやぶさ2が探査可能な354個の小惑星の中から、工学的観点と理学的観点に基づく評価により、候補を1998 KY26と2001 AV43の2天体に絞ったことを発表した。そして同年9月、JAXAは熱成立性、イオンエンジンの運転条件そしてシナリオ成立性の状況の総合的判断に基づき、拡張ミッションの探査目標となる天体を1998 KY26に決定し、2031年7月にランデブーして1998 KY26の近接観測を行う計画を発表した。この拡張ミッションが成功すれば、1998 KY26は直径100 m以下の天体および高速自転小惑星の中では史上初めて近接探査された天体となる。

## 参考書籍
- Tholen, D. J. (September 2003). “Recovery of 1998 KY26: Implications for Detecting the Yarkovsky Effect (abstract only)”. Bulletin of the American Astronomical Society 35 (4).